# MC2
MC2（エムシーツー、またはMarvel Comics 2、マーベル・コミックスツー）はマーベル・コミックより出版される、正史のマーベル・ユニバースとは別の未来の時間軸を描くためのインプリントである。このインプリントはWhat If? #105で、別の未来のキャラクターのスパイダーガール（スパイダーマンの娘）が初登場するイベントから創造された。

## 出版史
MC2ユニバースは作家・編集者のトム・デ・ファルコによって創造された。現在設定されるマーベルユニバースのパラレルワールドであり、ほとんどのマーベルヒーローの初登場が正史より15年早い。そのラインのゴールは、マーベルの本編より広い読者を得られやすく、長年の連載で確立されなかった漫画を生産することだった。そして、それは後にアルティメット・マーベルインプリントでも繰り返された。
12号のマキシシリーズとして、次の3つのMC2タイトルが1998年10月に開始された。
- スパイダーマンの娘のスパイダーガールを主演させる。
- オリジナルのアベンジャーズが解散した後、A-Nextとして再結成。
- ジャガーノートの息子であるティーンエイジャーのJ2を主役にする。

A-NextとJ2は12号後に終了して、代わりに次の2つが始まった。
- ファンタスティック・フォーの拡張版であるファンタスティック・ファイブを結成。
- ウルヴァリンとエレクトラの娘であるワイルド・シングを主役にする。

また一方で、スパイダーガールは登場し続けた。しかしながら、Kマートとターゲットでコミックを販売する取引が破たんし、ファンタスティック・ファイブとワイルド・シングの両方が5号後に打ち切られ、MC2ユニバースでは唯一スパイダーガールのみが残った。スパイダーガールが出版されたとき、ダークデビルとスパイダーガール・プレゼンツ・ザ・バズのような、2、3のスピンオフのリミテッド・シリーズが開始された。
スパイダーガールは、低い売上だったために数回、打ち切りの危機になった。トム・デ・ファルコとファンよる嘆願があったため、マーベル側は数回分の打ち切りの猶予期間を与えた。努力の甲斐あってタイトルの売上は上昇し、マーベルはスパーダーガールを「ダイジェスト版」としてペーパーバックで再版した。
2006年に、マーベルはラスト・プラネット・スタンディングというタイトルの、MC2ユニバース設定のもう一つのリミテッドシリーズをリリースした。シリーズは、すべての未解決の問題をMC2ユニヴァースに属させ、シリーズの終わりでそれを破壊することを目的としていた。その結果、Spider-Girlは100号でキャンセルされ、そこで、キャラクターは死ぬ予定だった。デ・ファルコとファンからのバックラッシュのために、マーベルはそれを破棄して、アメイジング・スパイダーガールのタイトルの下でスパイダーガールを再始動することを発表した。
新シリーズである「ミスター・アンド・ミセス・スパイダーマン」はスパイダーマン・ファミリーのページで始まる。デ・ファルコは、公式のスパーダーガールのボード上で、この漫画がMC2スパイダーマンの正当な続編として用いられることを確認した。

### サンダーボルツのMC2のバージョン
サンダーボルツの大部分がMC2ユニバースの中にまだ現れていない間、「A-Next」#1で、現在のチームを組み立てる前に、ジョルトはアベンジャーとして現れた。
スパイダーガールはサンダーボルツと同様に、以下の改心したヴィランを政府チームに紹介した。
- ビックマン（ヘンリー・ピムとワスプの息子）。 リベンジャーズの元メンバー。
- ケイン（スパイダーマンのクローン）。
- ノーミー・オズボーン（グリーンゴブリンの孫息子）。ヴェノム・シンビオートの宿主。
- クイックワイア
- ラプター（二代目ヴァルチャーの娘)。

現在のアメイジング・スパイダーガール#9で、そのチームはKillerwatt（新しい服装）、Mr.Abnormal、ケイン、およびEarthshakerから成る。

### ニューウォーリアーズ（MC2）
MC2として知られている別の時間軸では、スパイダーガールはニューウォリアーズを再編成して、それらと共に戦う。しかしながら、スパイダーガールがスーパーヴィランのファニーフェイスとエンジェルフェイスと休戦したとき、チームは彼女を遠ざけた。  
新しい名簿にはアイデンティティを共有している双子のクライム・ファイター・レディホーク姉妹、バズ、ラプター、ダークデビル、ゴールデンゴブリンが含まれている。チームはノーミー・オズボーンから援助を受ける。

## アース982とアース616の主な違い
メインのマーベル・ユニバースの中で過去に起こったいくらかのイベントが、MC2ユニバースの中でまだ起こっているのが知られている。この節では両方の世界の主要な違いを記載する。
- カサンドラ・ラングは、スティンガー（Stinger）の別名ので新アベンジャーズのメンバーとなるが、アース616の自分が持つ成長の力を持っていない。
- ジェシカ・ドリューは力を取り戻せなかった。
- 後にスパイダーガールとなるメイ・パーカーはケインによってピーター・パーカーとメアリー・ジェーン・ワトソン・パーカーに返された。
- Gathering of Five Storylineの間、グリーンゴブリンはスパイダーマンとの最終決戦で死亡し、そしてスパイダーマンは脚を失った。しばらく彼は犯罪と戦い続けるが、しかしその後まもなくあきらめた。これは、スパイダーマンのキャリアポストの「Gathering of Five」の大部分が決して起こらなかったことを意味する。
- スコット・ラングは、生きのびて一時期引退した後、アントマンとして現役に復帰する。
- アベンジャーズは別の地球の不吉な対応者と戦い、数個のアベンジャーズが壊滅した結果をむかえた後に解散した（ヘンリー・ピムを含む）。Avengers Disassembledのイベントは決して起こらなかった。
  - さらに、その後のすべてのアース616のクロスオーバーイベントは決して起こらなかった。別の方法で述べられない場合、これはありとあらゆる未来のクロスオーバーに適用される。
- アメイジング・スパイダーマン#400でメイおばさんは亡くなり、しかしアース616の同一人物はスペクタキュラー・スパイダーマン#263で生きているのが明らかにされたが、MC2では死んだままになっている。これはスパイダーガール#48のレターページで確認された。
- 彼の父親のオーディンが過去にしたように、ソーは、アスガードを破壊して、領土を決して統治しなかった。
- Force Works#1におけるワンダーマンの死はMC2の流れでは有効なままで残っている[5]。スカーレットウィッチ（当時、昏睡していた）を保護している間、A-Next#8で現在のアベンジャーズと戦った。
- キャプテン・アメリカは、クロスボーンとシャロン・カーターによって暗殺される代わりに、ロキと戦って死亡した。
- スピードボールはPenanceにならなかった。
- 基本的に、シビル・ウォーのイベントは起こっていない。
- ハルクはサカールには送られなかったために「プラネット・ハルク」や「ワールド・ウォー・ハルク」のイベントは起こらず、息子のスカーを存在しない。しかしながら、A-Next#3中にハルクが未知の配偶者によってデヴィッドといわれる息子を獲得したのが示されている。
- マッティ・フランクリンはGathering of Fiveを中断するピーターのために未知の手段でスパイダーウーマンになった。彼女は簡潔に『スパイダーガール』のページ内で言及された。
- ジェシカ・ドリューの正体はスクラルの女王ヴィランケではなく、また「シークレット・インベージョン」は起こらなかった。しかしながら、『A-Next』#2でMainframeが、このユニバースの過去にスクラル侵入があったと言及したと暗示されている。

## 出版

### 単巻
- What If (volume 2) #105 (Marvel Comics, February 1998)
- Spider-Girl #0–100, (Marvel Comics, October 1998 – July 2006)
  - Spider-Girl #½ (Marvel Comics/Wizard Entertainment, 1999)
  - Spider-Girl Annual 1999 (Marvel Comics, 1999)
- A-Next #1–12 (Marvel Comics, October 1998 – September 1999)
- J2 #1–12 (Marvel Comics, October 1998 – September 1999)
- Fantastic Five (volume 1) #1–5 (Marvel Comics, October 1999 – February 2000)
- Wild Thing #1–5 (Marvel Comics, October 1999 – February 2000)
  - Wild Thing #0 (Marvel Comics/Wizard Entertainment, 1999)
- Spider-Girl presents The Buzz #1–3 (Marvel Comics, July 2000 – September 2000)
- DarkDevil #1–3 (Marvel Comics, November 2000 – January 2001)
- Last Hero Standing #1–5 (Marvel Comics, June 2005)
- Last Planet Standing #1–5 (Marvel Comics, July 2006)
- Amazing Spider-Girl #0–30 (Marvel Comics, October 2006 – March 2009)
- Avengers Next #1–5 (Marvel Comics, November 2006 – January 2007)
- Fantastic Five (volume 2) #1–5 (Marvel Comics, July 2007 – September 2007)
- American Dream #1–5 (Marvel Comics, May 2008 – July 2008)

### 増刷

#### トレードペーパーバック
- Spider-Girl (Marvel Comics, August 2001; ISBN 0-7851-0815-7, reprints Spider-Girl #0–8)
- Last Hero Standing (Marvel Comics, October 2005; ISBN 0-7851-1823-3, reprints Last Hero Standing #1–5)
- Last Planet Standing (Marvel Comics, October 2006; ISBN , reprints Last Planet Standing #1–5)
- Amazing Spider-Girl Vol. 1: Whatever Happened to the Daughter of Spider-Man (Marvel Comics, May 2007, ISBN 0-7851-2341-5, reprints Amazing Spider-Girl #0–6)
- Amazing Spider-Girl Vol. 2: Comes the Carnage! (Marvel Comics, November 2007, ISBN 0-7851-2342-3, reprints Amazing Spider-Girl #7–12)
- Amazing Spider-Girl Vol. 3: Mind Games (Marvel Comics, May 2008, ISBN 0-7851-2558-2, reprints Amazing Spider-Girl #13–18)
- Avengers Next: Rebirth (Marvel Comics, June 2007, ISBN 0-7851-2518-3 , reprints Avengers Next #1–5)
- Fantastic Five: The Final Doom (Marvel Comics, January 2007, ISBN 0-7851-2792-5, reprints Fantastic Five vol. 2 #1–5)

#### ダイジェスト版
- Spider-Girl Vol. 1: Legacy  (Marvel Comics, April 2004; ISBN 0-7851-1441-6, reprints Spider-Girl #0–5)
- Spider-Girl Vol. 2: Like Father Like Daughter (Marvel Comics, December 2004; ISBN 0-7851-1657-5, reprints Spider-Girl #6–11)
- Spider-Girl Vol. 3: Avenging Allies  (Marvel Comics, April 2005; ISBN 0-7851-1658-3, reprints Spider-Girl #12–16 and Spider-Girl Annual 1999)
- Spider-Girl Vol. 4: Turning Point  (Marvel Comics, September 2005; ISBN 0-7851-1871-3, reprints Spider-Girl #17–21 and #½)
- Spider-Girl Vol. 5: Endgame (Marvel Comics, January 2006; ISBN 0-7851-2034-3, reprints Spider-Girl #22–27)
- Spider-Girl Vol. 6: Too Many Spiders! (Marvel Comics, June 2006; ISBN 0-7851-2156-0, reprints Spider-Girl #28–33)
- Spider-Girl Vol. 7: Betrayed (Marvel Comics, October 2006; ISBN 0-7851-2157-9, reprints Spider-Girl #34–38, 51)
- Spider-Girl Vol. 8: Duty Calls (Marvel Comics, October 2007; ISBN 0-7851-2495-0, reprints Spider-Girl #39–44)
- Spider-Girl Vol. 9: Secret Lives (Marvel Comics, April 2007; ISBN 978-0-7851-2602-7, reprints Spider-Girl #45–50)
- Spider-Girl Presents A-Next Vol. 1: Second Coming (Marvel Comics, August 2006; ISBN 0-7851-2131-5, reprints A-Next #1–6)
- Spider-Girl Presents Fantastic Five Vol. 1: In Search of Doom (Marvel Comics, September 2006, ISBN 0-7851-2132-3, reprints Fantastic Five #1–5)
- Spider-Girl Presents Juggernaut Jr. Vol. 1: Secrets and Lies (Marvel Comics, March 2006; ISBN 0-7851-2047-5, reprints J2 #1–6)
- Spider-Girl Presents The Buzz and DarkDevil (Marvel Comics, September 2007; ISBN 0-7851-2601-5, reprints The Buzz #1–3 and DarkDevil #1–3)
- Spider-Girl Presents Wild Thing: Crash Course (Marvel Comics, December 2007; ISBN 0-7851-2606-6, reprints Wild Thing #1–5)